# Xavier Gretillat
Xavier Gretillat (* 18. April 1973) ist ein Schweizer Karambolagespieler. Er spielt die klassischen Disziplinen Freie Partie, Cadre, Einband und Dreiband sowie Pentathlon (Fünfkampf), einer Kombination aus den Disziplinen. Er ist Autor mehrerer Fachbücher (E-Books) über Karambolagebillard.

## Biografie
Im Alter von 13 Jahren begann Gretillat im Sommer 1986 mit dem Billardspielen. Im Billardclub in Prilly begann er ein- bis zweimal pro Woche zu spielen. 1988 wurde der Club nach der Explosion einer Wasserleitung überflutet und die Spielmöglichkeiten zerstört. Er trat dem „Club de Lausanne“ bei, heute „Académie Lausannoise de Billard“ (ALB). Ende 1988 spielte er zum ersten Mal in der Schweizer Mannschaftsmeisterschaft. Ein Jahr später begann er eine Ausbildung (bis 1992) und trainierte nebenher weiter. Nach den ersten Erfolgen und guten Generaldurchschnitten (GD) auf dem Turnierbillard (kleiner Tisch) und dem Halbmatchbillard wechselte Gretillat 1990 auf den grossen Tisch (Matchbillard). Um weiter an seiner Billardkarriere arbeiten zu können, nahm er nach der Lehre einen Teilzeitjob an, den er bis 1999 behielt. Er ist bis auf ein kurzes Praktikum 1988 bei Francis Connesson Autodidakt. 1992 nahm er mit der Schweizer Nationalmannschaft an einem Trainingslager des deutschen Trainers Klaus Hose aus Bochum teil.
1994 erhielt er von der Leiterin der nationalen Exekutive die Möglichkeit, die beiden Billardtische des Sportzentrums von Magglingen zu kaufen. Einer der Tische ging an Andreas Efler. 1995 fand Gretillat ein Studio und hatte nun die Möglichkeiten, einen Billardtisch aufzustellen und im Training unabhängig von der ALB zu sein. Nach Meinungsverschiedenheiten mit dem Club verliess er diesen und spielte die nächsten drei Jahre für den „Club de Sierre“, mit dem er einige Meisterschaften gewann, kehrte danach aber wieder zu seinem alten Verein zurück.
Bis 2019 gewann Gretillat neben fünf Europameisterschaften insgesamt 55 Schweizer Meisterschaften und ist damit der erfolgreichste Spieler der Schweiz.

## Veröffentlichungen
- Xavier Gretillat: L’apprentissage du billard français – Jeux de série (E-Book). Hrsg.: Kozoom. 1. Auflage. (französisch, deutsch, englisch, spanisch, 711 S.).

## Erfolge

### International
- Einband-Weltmeisterschaft:  2014
- Cadre-47/1-Europameisterschaft:  2004
- Cadre-47/2-Europameisterschaft:  2002, 2004, 2015, 2019  2004, 2005, 2009, 2010  2006, 2017
- Cadre-71/2-Europameisterschaft:  2007  2004, 2008, 2011
- Einband-Europameisterschaft:  2002, 2007, 2008, 2010  2006, 2009
- ANAG Billard Cup:  2013
- Euro Grand Prix:  2014
- Cadre-47/2-Europameisterschaft der Junioren:  1993

Quellen:

### National
- Schweizer Freie-Partie-Meisterschaften:  1994, 1995, 1997–1999, 2001–2004, 2007, 2012
- Schweizer Cadre-47/2-Meisterschaften:  1994. 1995, 1997, 1999, 2003, 2005, 2006, 2008–2018
- Schweizer Cadre-71/2-Meisterschaften:  1997, 2002, 2004, 2008, 2009
- Schweizer Einband-Meisterschaften:  1994, 1997, 1998, 1999, 2002, 2003, 2004, 2006–2019
- Schweizer Freie-Partie-Meisterschaften der Junioren (Einzel):  1990, 1991, 1994
- Schweizer Meisterschaften der Junioren (Team):  1990, 1995, 1996, 1997, 1998, 1919
- Schweizer Dreiband-Meisterschaften der Junioren (Team):  1996, 1998, 2000

Quellen: 